# Thomisidae

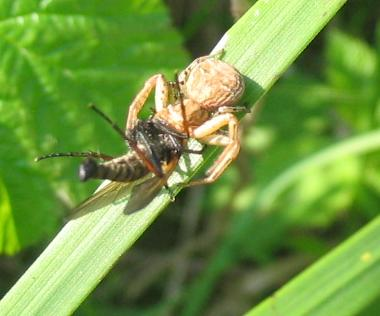
Een năm België và Nederland voorkomende Xysticus-soort.

Thomisidae là một họ nhện. Họ này có 170 chi với hơn 2.000 loài phân bố trên toàn thế giới.

## Phân loại
Họ này có khoảng 60-70 loài phân bố ở Hà Lan. Họ này gồm 7 phân họ:
- Aphantochilinae
- Bominae
- Dietinae
- Stephanopinae
- Stiphropodinae
- Strophiinae
- Thomisinae

## Hình ảnh

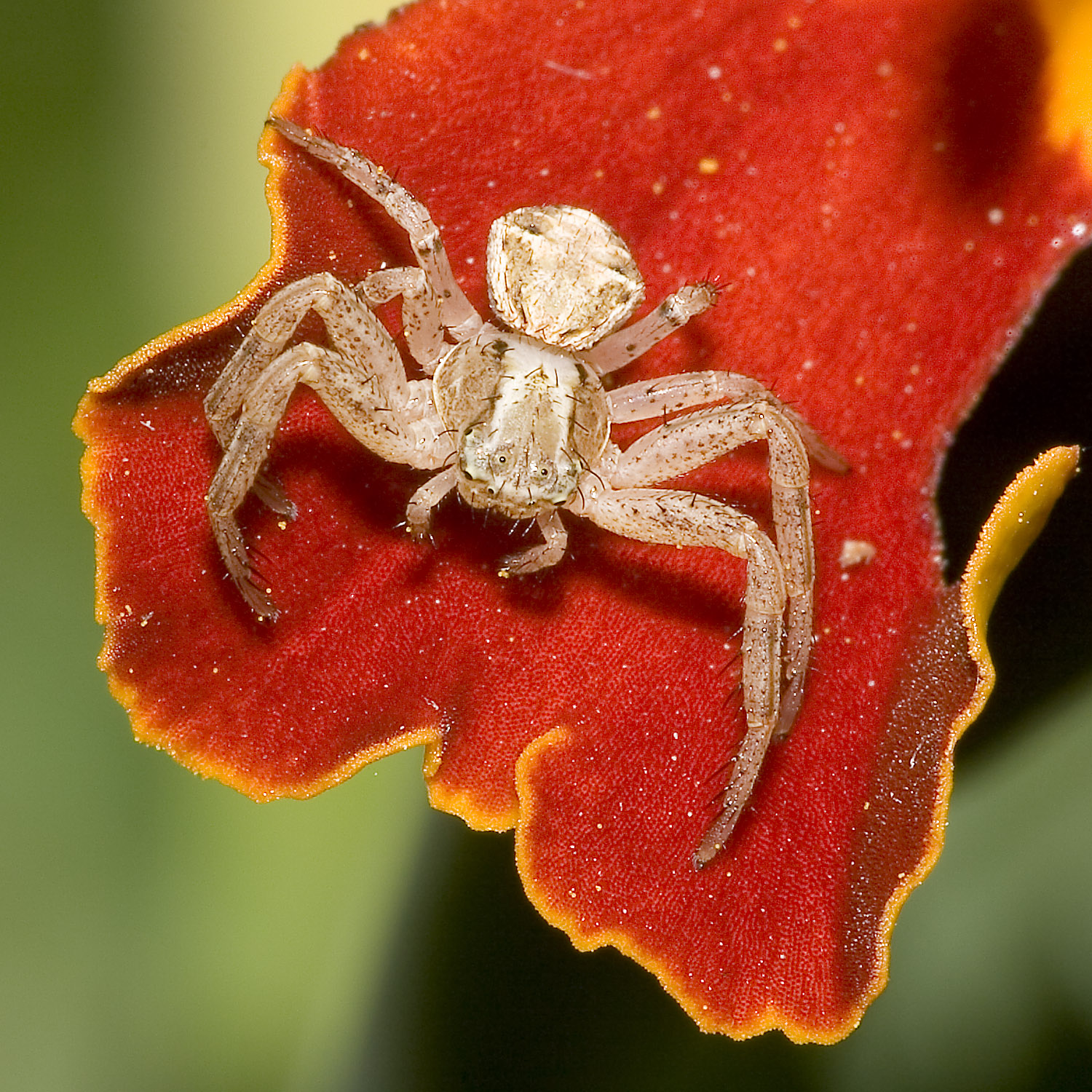
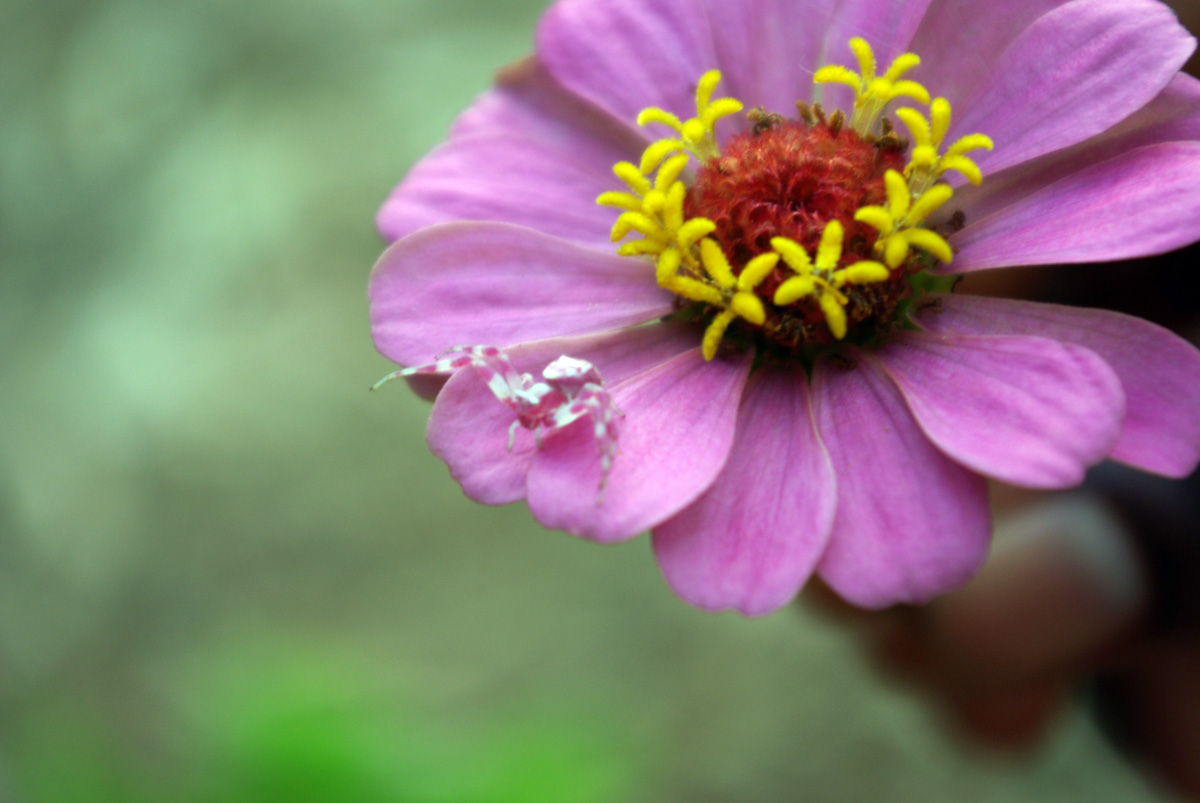
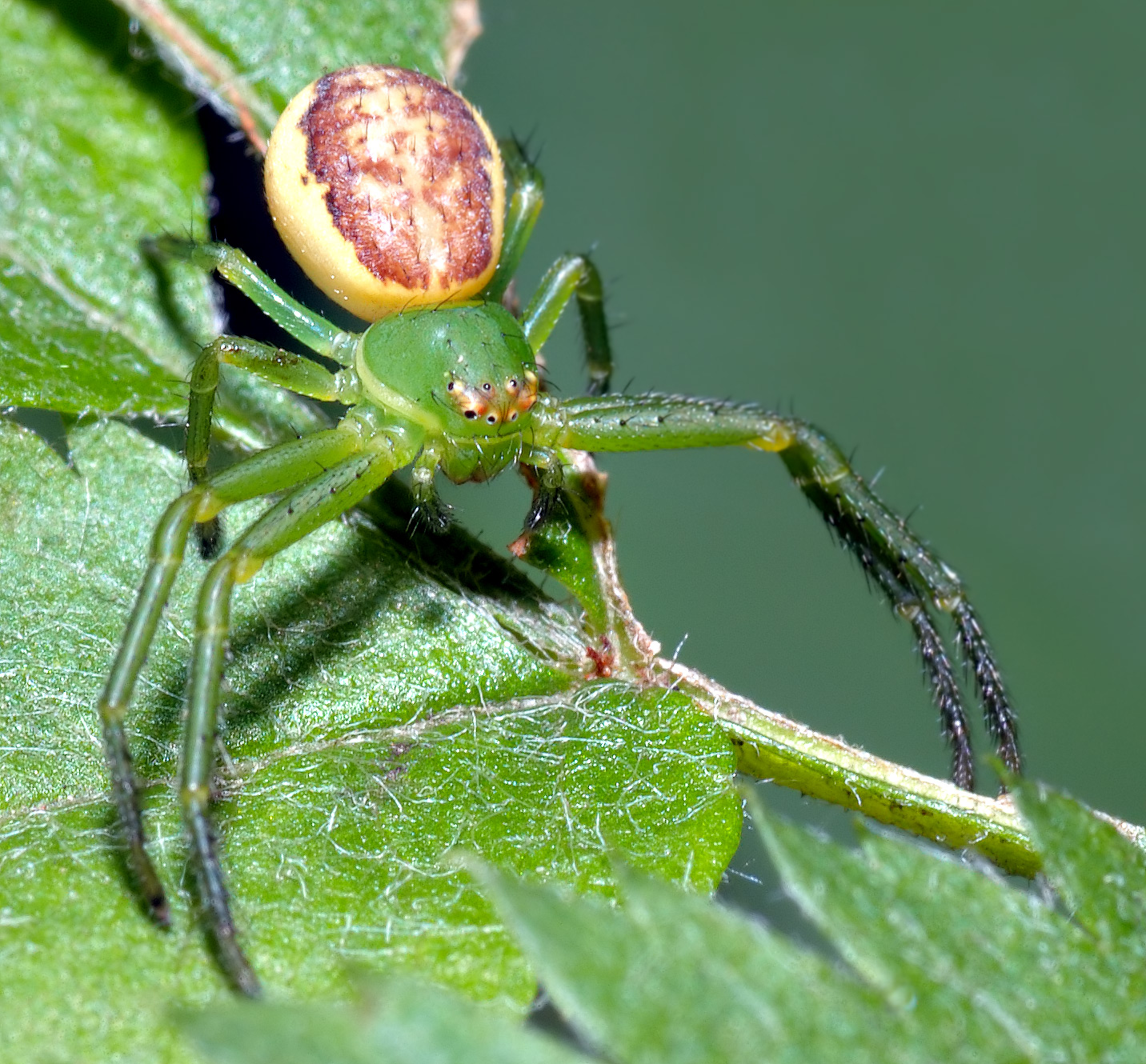